# Bá Phỉ
Bá Phỉ (tiếng Trung: 伯嚭; bính âm: Bó Pǐ, ? - 473 TCN), còn được phiên âm thành Bá Bì hay Bá Hi, là một viên quan nước Ngô trong lịch sử Trung Quốc, từng giữ đến chức Thái tể.

## Thân thế
Bá Phỉ là con cháu một gia tộc ở nước Sở. Sau do gia tộc gặp nạn, một mình Bá Phỉ trốn thoát sang nước Ngô xin được nương nhờ. Nhờ Ngũ Tử Tư giới thiệu, ông ta được một chức quan bên cạnh vua Ngô Hạp Lư. Bá Phỉ là người không có tài quân sự như Tôn Vũ, hay trị nước như Ngũ Tử Tư nhưng ông ta là người giỏi xiêm nịnh nên rất được lòng vua Ngô và được trọng dụng. Bá Phỉ là người rất quan trọng trong việc công tử Ngô Phù Sai chiếm được ngôi thái tử của công tử cả Chung Lũy. Chính vì thế sau khi Hạp Lư mất đi, Bá Phỉ rất được Phù Sai trọng dụng. Bá Phỉ lại là người rất tham lam, hay vơ vét tiền bạc. Thừa tướng Văn Chủng của nước Việt đã đút lót nhiều vàng bạc để Bá Phỉ nói đỡ cứu vua Việt là Câu Tiễn thoát chết khi nước Việt bị nước Ngô đánh bại và sau này chính Bá Phỉ đã giúp cho Câu Tiễn thoát khỏi thân phận con tin trở về nước Việt. Sau này nước Việt diệt nước Ngô của Phù Sai. Câu Tiễn đã tịch thu hết gia sản của Bá Phỉ sung công, phế thành dân thường.

## Đánh giá
Nhiều người đánh giá Bá Phỉ không có tài, quan điểm này hơi cực đoan, vì Bá Phỉ rất được hai đời vua Ngô tin dùng, ông ta từng là tổng công trình sư trong việc xây dựng Đài Cô Tô (cung vua Ngô) được vua hết lòng khen ngợi, Bá Phỉ từng giữ chức thái tể (tương đương thừa tướng của Ngũ Tử Tư). Quyền lực của Bá Phỉ bao trùm nước Ngô sau khi Ngũ Tử Tư bị vua Ngô Phù Sai bức uống thuốc độc chết. Tài liệu về Bá Phỉ có được rất ít.

## Trong văn hóa giao tiếp
Ngày nay ở tỉnh Chiết Giang, nhiều người dùng từ "Bá Phỉ" để diễn tả tính cách của một người (đa phần theo nghĩa tiêu cực). Ví dụ điển hình nhất là hai thành phố Tô Châu và Vô Tích, hai thành phố quan trọng của nước Ngô thời Xuân Thu, những kẻ gian ác thường bị người dân địa phương ở đây gọi bằng cái tên "Bá Phỉ". Theo ngôn ngữ tiếng Ninh Ba thoại, "Bá Phỉ là từ để chỉ những người chỉ giỏi khua môi múa mép, ba hoa chích chòe, hay dùng lời nói để lừa phỉnh người khác. Còn tiếng Kim Hoa thoại, "Bá Phỉ" là từ dùng để chỉ người hay khoác loác và nói suông.

## Thế phả
| Bá Tông       |
| Bá Châu Lê    |
| Bá Khước Uyển |
| Bá Phỉ        |